# 令和5年台風第13号
令和5年台風第13号（れいわ5ねんたいふうだい13ごう）は、2023年9月5日に沖縄の南の海上で発生し、日本に接近した台風である。
勢力が弱いながらも各地に大雨を降らせ、被害をもたらした。アジア名は「インニョン（Yun-yeung）」。

## 概要

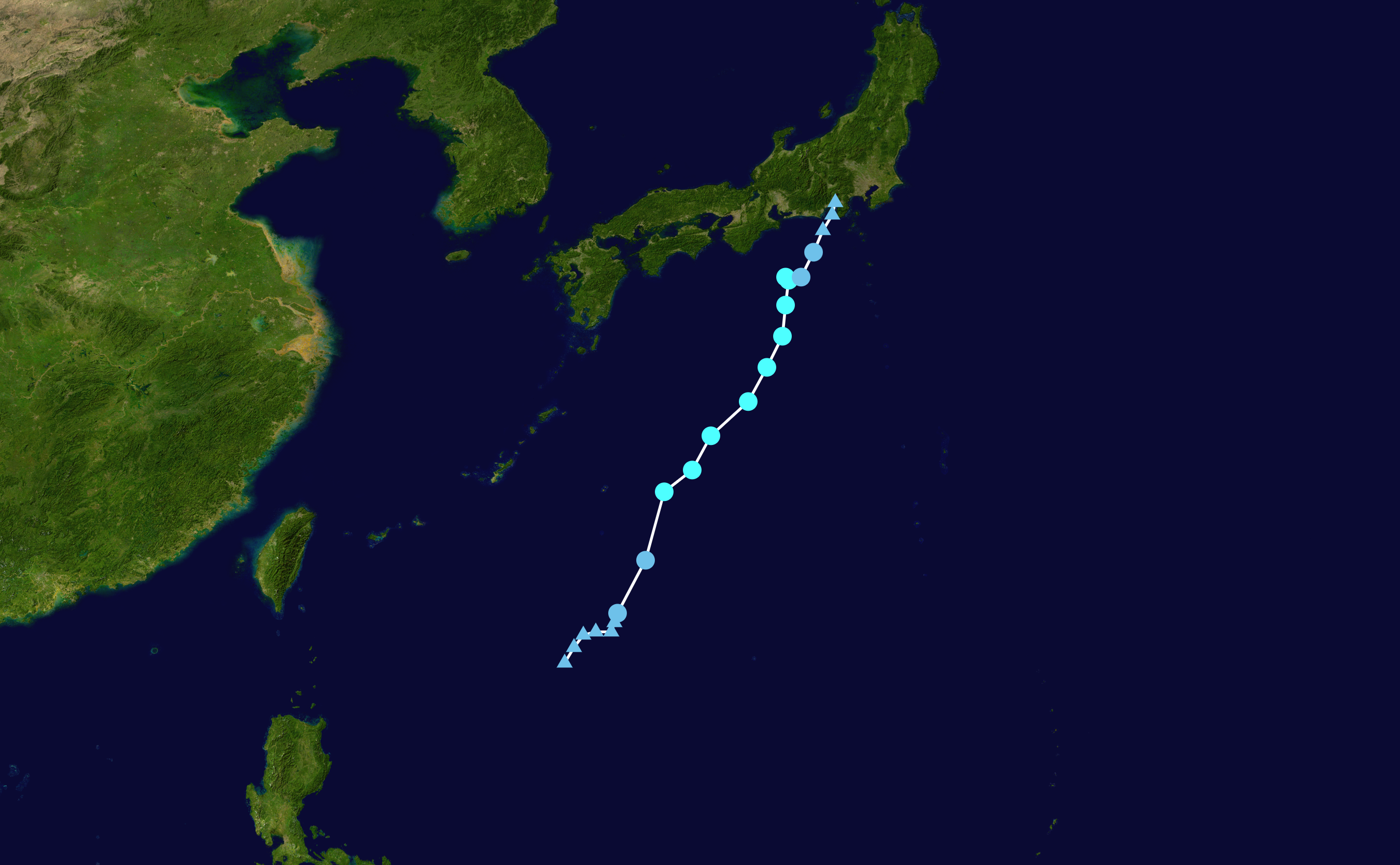
台風の進路図

9月4日に沖縄の南で発生した熱帯低気圧が、「24時間以内に台風に発達する見込み」と気象庁より発表された。
5日21時、熱帯低気圧は日本の南（北緯22.1度、東経131.5度）で台風へと発達し、「インニョン（Yun-yeung）」と命名された。
台風の北東側には雲が偏っており、その雲が7日頃より日本列島にかかり始め、翌日には線状降水帯が発生し、伊豆諸島北部・千葉県・茨城県・福島県に「顕著な大雨に関する気象情報」が発表され、関東地方を中心に道路の冠水が相次いだ。千葉県茂原市では期間降水量405mmのうちの7割に当たる278mmが6時間に集中して降った。
その後台風は東海地方に上陸する予報であったが、東海道沖で速度を落とし、8日21時に日本の南（北緯34.0度、東経138.0度）で熱帯低気圧に降格した。

## 被害
台風による大雨の影響で千葉県内では外房線・いすみ鉄道線・小湊鉄道線で被害が出て外房線は14日以降の再開を見込んでいる。外房線は11日に復旧し、いすみ鉄道は大原・大多喜間、小湊鉄道は五井・月崎間で運転を再開した。
また、9月27日には千葉県が被害地域の視察を行い、激甚災害への指定を要請した。10月13日、政府は千葉県と茨城県で台風12号と共に局地激甚災害に指定する見込みになったと発表した。
日本郵便は救援活動を支援するため、救援などを行う団体宛てに義援金を現金書留郵便で送る場合は郵便料金を免除する措置を講じた。福島県いわき市にある竹ノ内簡易郵便局は被害を受けたため窓口業務を休止し、台風発生から4カ月以上が経過した2024年1月22日に営業を再開した。